# جون كافناغ (سياسي)
جون كافناغ هو سياسي كندي، ولد في 1814، وتوفي في 1884.